# Laophontina acantha
Laophontina acantha is een eenoogkreeftjessoort uit de familie van de Laophontidae. De wetenschappelijke naam van de soort is voor het eerst geldig gepubliceerd in 1955 door Noodt.